# 瑞恩·威廉姆斯
瑞恩·威廉姆斯（英語：Ryan Williams；1993年10月28日—）是一位澳大利亞足球運動員。在場上的位置是邊鋒。他現在效力於英甲球隊朴茨茅斯。